# Flamets-Frétils
Flamets-Frétils és un municipi francès situat al departament del Sena Marítim i a la regió de Normandia. L'any 2007 tenia 165 habitants.

## Demografia

### Població
El 2007 la població de fet de Flamets-Frétils era de 165 persones. Hi havia 67 famílies de les quals 20 eren unipersonals (20 dones vivint soles i 20 dones vivint soles), 16 parelles sense fills, 27 parelles amb fills i 4 famílies monoparentals amb fills.
La població ha evolucionat segons el següent gràfic:
Habitants censats

### Habitatges
El 2007 hi havia 85 habitatges, 63 eren l'habitatge principal de la família, 14 eren segones residències i 8 estaven desocupats. Tots els 85 habitatges eren cases. Dels 63 habitatges principals, 50 estaven ocupats pels seus propietaris, 11 estaven llogats i ocupats pels llogaters i 2 estaven cedits a títol gratuït; 1 tenia una cambra, 1 en tenia dues, 16 en tenien tres, 22 en tenien quatre i 24 en tenien cinc o més. 42 habitatges disposaven pel capbaix d'una plaça de pàrquing. A 27 habitatges hi havia un automòbil i a 28 n'hi havia dos o més.

### Piràmide de població
La piràmide de població per edats i sexe el 2009 era:
| Homes | Edats   | Dones |
| ----- | ------- | ----- |
| 0     | 95 o +  | 0     |
| 0     | 90 a 94 | 0     |
| 0     | 85 a 89 | 0     |
| 0     | 80 a 84 | 0     |
| 4     | 75 a 79 | 0     |
| 8     | 70 a 74 | 4     |
| 4     | 65 a 69 | 4     |
| 4     | 60 a 64 | 4     |
| 4     | 55 a 59 | 4     |
| 0     | 50 a 54 | 8     |
| 12    | 45 a 49 | 4     |
| 4     | 40 a 44 | 8     |
| 12    | 35 a 39 | 8     |
| 0     | 30 a 34 | 0     |
| 4     | 25 a 29 | 0     |
| 0     | 20 a 24 | 8     |
| 12    | 15 a 19 | 16    |
| 4     | 10 a 14 | 8     |
| 0     | 5 a 9   | 0     |
| 8     | 0 a 4   | 8     |

## Economia
El 2007 la població en edat de treballar era de 107 persones, 77 eren actives i 30 eren inactives. De les 77 persones actives 70 estaven ocupades (37 homes i 33 dones) i 7 estaven aturades (2 homes i 5 dones). De les 30 persones inactives 9 estaven jubilades, 10 estaven estudiant i 11 estaven classificades com a «altres inactius».

### Ingressos
El 2009 a Flamets-Frétils hi havia 60 unitats fiscals que integraven 170 persones, la mediana anual d'ingressos fiscals per persona era de 12.850 €.

### Activitats econòmiques
Dels 8 establiments que hi havia el 2007, 2 eren d'empreses de fabricació d'altres productes industrials, 1 d'una empresa de comerç i reparació d'automòbils, 3 d'empreses d'hostatgeria i restauració, 1 d'una empresa de serveis i 1 d'una empresa classificada com a «altres activitats de serveis».
L'únic servei als particulars que hi havia el 2009 era un restaurant.
L'any 2000 a Flamets-Frétils hi havia 17 explotacions agrícoles que ocupaven un total de 891 hectàrees.

## Equipaments sanitaris i escolars
El 2009 hi havia una escola elemental.

## Poblacions més properes
El següent diagrama mostra les poblacions més properes.